# Hrussóvölgy
Hrussóvölgy[forrás?] (horvátul: Ruševo) falu Horvátországban, Pozsega-Szlavónia megyében. Közigazgatásilag Cseglényhez tartozik.

## Fekvése
Pozsegától légvonalban 25, közúton 29 km-re keletre, községközpontjától  légvonalban 4, közúton 6 km-re délre, a Dilj-hegység északi részén, a Longya bal oldali mellékvize a Ruševački-patak völgyében, a Pozsegát Diakovárral összekötő 38-as számú főút mentén Djedina Rijeka és Sovski Dol között fekszik.

## Története
A régészeti leletek tanúsága szerint területén már az őskorban éltek emberek. „Kamenjača”, „Močnjak”, „Selište”, „Baščice”, „Gregiča Bašća”, „Corin grob”, „Pušivac”, „Kamen”, „Pojatište” nevű lelőhelyeken paleolitikumból és mezolitikumból származó leleteket találtak. Újkőkorszaki leletek kerültek elő a „Jazbine” lelőhelyről.
A település a középkorban is létezett. Első írásos említése a pozsegai Szent Péter káptalan 1250. augusztus 28-án kelt oklevelében „Horsova” alakban a szalatnoki birtok határleírásában történt. 1422-ben „Hrusewa, Hrwssewa”, 1427-ben „Hrossowa”, 1440-ben „Hrussowa, Hrwsowa”, 1464-ben „Hrwsowycha, Hrwsowa”, 1465-ben „Rwsowa” alakban említik a korabeli források. Óvár uradalmához tartozott. 
A 13. században a Voja családból való kisnemesek birtoka, akik a „de Horsova”, azaz horsovai előnevet használták. A család gyorsan szaporodott és idővel már Valkó megyében is szerzett birtokokat. Egyik águk megtartotta az itteni birtokot a 14. és 15. században is, de ez a mai település területének csak a nyugati részét képezte. Valószínűleg rokonságban álltak a horsovai Tompa családdal, akiknek a 15. század közepén Kőrös környékén, majd később Zágráb körül voltak birtokaik. A 14. században lesz itt birtokos a báró lévai Cseh család, akik 1464-ben a birtokot zálogba adták, majd 1483-ban végleg átengedték grabarjai Beriszló családnak. A hrusovai uradalom központja az a vár volt, mely a településtől keletre emelkedő „Zalazine” nevű magaslaton állt. Az uradalomhoz számos kis falu (Ravan, Zavratac, Završje, Časljevci, Baćin Dol, Ribnjaci, Zabregovci, Dvorišće, Zadvorje stb.) tartozott, melyek ma már nem léteznek. Közülük néhány még 1545-ben a török defterben is szerepel.
A települést 1532 körül foglalta el a török és több, mint 150 évig török uralom alatt volt. Az 1545-ös török defterben több településrészével is szerepel. A török uralom idején náhije központja volt. A térség 1687-ben szabadult fel a török uralom alól. 1698-ban „Russeva” néven 10 portával szerepel a török uralom alól felszabadított települések összeírásában.
 A 18. és 19. század folyamán újabb családok érkeztek a településre. 1702-ben 20, 1730-ban 28, 1746-ban 30 ház állt a településen.
Az első katonai felmérés térképén „Dorf Russeva” néven található. Lipszky János 1808-ban Budán kiadott repertóriumában „Russevo” néven szerepel. 
Nagy Lajos 1829-ben kiadott művében „Russevo” néven 67 házzal, 556 katolikus vallású lakossal találjuk.
1857-ben 471, 1910-ben 701 lakosa volt a településnek. Az 1910-es népszámlálás szerint lakosságának 81%-a horvát, 7-7%-a német és szlovák, 4%-a magyar, 1%-a cseh anyanyelvű volt. Pozsega vármegye Pozsegai járásának része volt. Az első világháború után 1918-ban az új szerb-horvát-szlovén állam, majd később (1929-ben) Jugoszlávia része lett. 1991-től a független Horvátországhoz tartozik. 1991-ben lakosságának 97%-a horvát nemzetiségű volt. 2011-ben a településnek 265 lakosa volt.

## Lakossága
| Lakosság változása | Lakosság változása | Lakosság változása | Lakosság változása | Lakosság változása | Lakosság változása | Lakosság változása | Lakosság változása | Lakosság változása | Lakosság változása | Lakosság változása | Lakosság változása | Lakosság változása | Lakosság változása | Lakosság változása | Lakosság változása |
| ------------------ | ------------------ | ------------------ | ------------------ | ------------------ | ------------------ | ------------------ | ------------------ | ------------------ | ------------------ | ------------------ | ------------------ | ------------------ | ------------------ | ------------------ | ------------------ |
| 1857               | 1869               | 1880               | 1890               | 1900               | 1910               | 1921               | 1931               | 1948               | 1953               | 1961               | 1971               | 1981               | 1991               | 2001               | 2011               |
| 471                | 453                | 414                | 488                | 576                | 701                | 643                | 756                | 784                | 764                | 648                | 570                | 429                | 320                | 310                | 265                |

### Nemzetiségi összetétele1991-ben
| Hrussóvölgy         |              |
| év                  | 1991.        |
| Horvát              | 311 (97,18%) |
| Szerb               | 2 (0,62%)    |
| Јugoszláv           | 0            |
| egyéb és ismeretlen | 7 (2,18%)    |
| összesen            | 320          |

## Nevezetességei
- Középkori vár romjai a „Zalazine” lelőhelyen.
- Urunk mennybemenetele tiszteletére szentelt római katolikus temploma.
- A régi községháza épülete.
- Zsidó temető maradványai.

## Oktatás
A településen a cseglényi elemi iskola területi iskolája működik.